# Лестригоны
Лестригоны (др.-греч. Λαιστρυγόνες) — народ великанов-людоедов в греческой мифологии. Их местожительство в древности являлось предметом споров.
С ними столкнулись Одиссей и его спутники, когда их корабли подплыли к «высокому городу» Ламоса. Одного из посланных Одиссеем на разведку спутников проглотил царь лестригонов Антифат. Потом Антифат позвал других лестригонов, которые стали уничтожать корабли, бросая в них со скал огромные камни. Людей они нанизали на колья и унесли на съедение в город.
Гомер упоминает, что они живут у вод источника Артакии, а географы указывают, что Артакия находилась у Кизика. По Феопомпу, жили на Леонтинской равнине (Сицилия). По другим, на Леонтинской равнине жили киклопы. По Кратету, живут на севере, где краткие ночи.